# Marcy-sous-Marle
Marcy-sous-Marle é uma comuna francesa na região administrativa de Altos da França, no departamento de Aisne. Estende-se por uma área de 4,39 km². Em 2010 a comuna tinha 197 habitantes (densidade: 44,9 hab./km²).